# Bathythrix margaretae
Bathythrix margaretae är en stekelart som beskrevs av Sawoniewicz 1980. Bathythrix margaretae ingår i släktet Bathythrix och familjen brokparasitsteklar. Inga underarter finns listade.